# Tsvetan Sokolov
Tsvetan Nikolaev Sokolov (Dupnica, 31 de dezembro de 1989) é um jogador de voleibol indoor profissional búlgaro que atua na posição de oposto.

## Carreira

### Clube
A carreira Sokolov começou aos 14 anos, com a camisa do Marek Union-Ivkoni, time da primeira divisão da Bulgária. Ele foi notado pela primeira vez pelo Trentino, graças principalmente à presença do técnico búlgaro Radostin Stojčev. Em fevereiro de 2008, foi feito um acordo entre o jogador e o clube para a estipulação de um contrato de três anos. Mas no mês seguinte, a Federação Italiana de Voleibol publicou uma legislação que proibia o registro de estrangeiros com idade inferior a 23 anos, com o objetivo de proteger e valorizar os jovens jogadores italianos. Diego Mosna entrou com uma ação legal para permitir o registro do jovem búlgaro oposto: segundo ele, a lei federal ia contra a livre circulação dos tratados trabalhistas da União Européia.
Em primeira instância o clube de voleibol venceu, pois a Corte de Trento obrigou a Federação a permitir a adesão. Juntamente com o apelo da FIPAV, uma intervenção do presidente do CONI, Gianni Petrucci, fez com que a situação se inclinasse para as ideias de Carlo Magri, presidente da FIPAV. O tribunal de Trentino declarou-se incompetente no assunto, e a palavra passou para o Tribunal Administrativo Regional do Lazio. A Liga Serie A de Voleibol [it], com a intenção de diminuir o tom e sair do processo legal, propôs diretrizes para valorizar os jovens italianos.
O FIPAV aceitou estas propostas, e permitiu a inscrição de jogadores estrangeiros sub-23, com a cláusula da presença simultânea na equipe de um sub-23 italiano. Em 22 de julho de 2009, último dia de inscrição de jogadores para a temporada 2009-2010, foi possível formalizar a transferência de Sokolov para o Trentino.
Com a camisa do Trentino conquistou, em poucos meses, o primeiro troféu de sua carreira, o Campeonato Mundial de Clubes de 2009, seguida alguns meses depois por vitórias na Copa da Itália e na Liga dos Campeões. Nas temporadas seguintes com a camisa do Trentino, o Campeonato Italiano e a Supercopa Italiana também foram incluídos em seu histórico.
Na temporada 2012-13 foi emprestado ao Piemonte. Graças à exclusão do elenco de Luigi Mastrangelo, o técnico Roberto Piazza decidiu colocá-lo também na posição de central. Por suas atuações no ano de 2012 foi eleito o melhor jogador búlgaro.
Na temporada 2013-14 regressou novamente à equipe do Trentino. Poucos dias depois de seu retorno a Trento, conquistou sua segunda Supercopa Italiana e foi reconhecido como o Melhor Oposto do Mundial de Clubes, que terminou em terceiro lugar. Na temporada 2014-15 foi jogar pelo turco Halkbank Ankara, conquistando um título do Campeonato Turco, uma Copa da Turquia e duas edições da Supercopa da Turquia.
Na temporada 2016-17 regressou a Itália, desta vez defendendo as cores do Cucine Lube Civitanova, também na Série A1, conquistando no mesmo ano a Copa da Itália, dois títulos da Superliga e a Liga dos Campeões de 2018-19. Na temporada 2019-20 transferiu-se para o Zenit-Kazan, na Superliga da Rússia, com a qual conquistou a Copa da Rússia, enquanto no ano seguinte, permanecendo na Rússia, transferiu-se para o Dínamo Moscou, vencendo novamente a Superliga Russa e a Taça CEV.

### Seleção
Sokolov estreou na seleção búlgara pelo Campeonato Mundial Sub-21 de 2007, onde terminou na 7ª colocação. Estreou na seleção adulta búlgara em 2008 pela Liga Mundial, onde novamente, terminou na 7ª colocação.
Em 2009, após derrotar a seleção russa por 3 sets a 0, subiu ao pódio pela primeira vez com sua seleção nacional ao conquistar a medalha de bronze no Campeonato Europeu, sediado na Turquia.
Em sua primeira participação olímpica, ficou em 4º lugar nos Jogos Olímpicos de 2012, ao perder a disputa da medalha de bronze para a seleção italiana.

## Títulos
Trentino Volley
- Mundial de Clubes: 2009, 2010, 2011

- Liga dos Campeões: 2009-10, 2010-11

- Campeonato Italiano: 2010-11

- Copa da Itália: 2009-10, 2011-12

- Supercopa Italiana: 2011, 2013

Halkbank Ankara
- Campeonato Turco: 2015-16

- Copa da Turquia: 2014-15

- Supercopa Turca: 2014, 2015

Cucine Lube Civitanova
- Liga dos Campeões: 2018-19

- Campeonato Italiano: 2016-17, 2018-19

Zenit Kazan
- Copa da Rússia: 2019

Dínamo Moscou
- Taça CEV: 2020-21

- Campeonato Russo: 2020-21, 2021-22

- Copa da Rússia: 2020

- Supercopa Russa: 2021, 2022

## Clubes
| Anos      | Clube                  |
| --------- | ---------------------- |
| 2003–2009 | Marek Union-Ivkoni     |
| 2009–2012 | Trentino Volley        |
| 2012–2013 | Piemonte Volley        |
| 2013–2014 | Trentino Volley        |
| 2014–2016 | Halkbank Ankara        |
| 2016–2019 | Cucine Lube Civitanova |
| 2019–2020 | Zenit Kazan            |
| 2020–     | Dínamo Moscou          |